# Sicheres Wohnen
Die Sicheres Wohnen – Beteiligung, Beratung, Prüfung (SIWO) ist eine nicht rechtsfähige und vermögenslose Anstalt des öffentlichen Rechts des Landes Berlin.
Zu ihren Hauptaufgaben gehören die Beratung und Unterstützung der Mietergremien der landeseigenen Wohnungsunternehmen und die Einrichtung einer Ombudsstelle für Angelegenheiten der landeseigenen Wohnungsunternehmen und ihrer Mieter.
Darüber hinaus bietet die SIWO allen Mietern die Möglichkeit, sich unabhängig vom Vermieter im Bereich des Mieterschutzes beraten zu lassen.

## Geschichte
Vorgänger der SIWO war die Wohnraumversorgung Berlin (WVB), welche Beratungsaufgaben gegenüber dem Senat und den sechs landeseigenen Wohnungsunternehmen (Wohnungsbaugesellschaft Berlin-Mitte, Gesobau, Gewobag, Howoge, Stadt und Land, Degewo) wahrnahm. Die zentrale Aufgabe der WVB war demnach, politische Leitlinien zur Umsetzung des wohnungspolitischen Auftrags, zur Unternehmensstruktur und Unternehmensführung dieser Wohnungsunternehmen zu formulieren und dem Senat als Vorschlag vorzulegen.
Die WVB war eine nachgeordnete Einrichtung der Senatsverwaltung für Stadtentwicklung, Bauen und Wohnen. Die WVB wurde zum 1. Januar 2016 per Berliner Wohnraumversorgungsgesetz (WoVG Bln) bzw. Gesetz zur Errichtung der „Wohnraumversorgung Berlin – Anstalt öffentlichen Rechts“ (WoVErG BE) errichtet, welches aufgrund der Bürgerinitiative Mietenvolksentscheid Berlin beschlossen wurde.
Die neue Berliner CDU/SPD-Koalition unter dem Regierenden Bürgermeister Kai Wegner hat sich in ihrem Koalitionsvertrag für die Jahre 2023 bis 2026 darauf verständigt, die WVB weiterzuentwickeln und ihre Aufgaben auf die Beratung und Mitwirkung von Mieterinnen und Mietern sowie auf die Schlichtung von Mietstreitigkeiten zu konzentrieren. Daraufhin wurde das vom Berliner Senat beschlossene Gesetz zur Änderung des Gesetzes zur Errichtung der „Wohnraumversorgung Berlin – Anstalt öffentlichen Rechts“ am 17. Oktober 2024 vom Abgeordnetenhaus von Berlin verabschiedet. Dieses trat am 17. November 2024 in Kraft und gründete damit die „Sicheres Wohnen - Beteiligung, Beratung, Prüfung - Anstalt öffentlichen Rechts“.

## Organe
Zu den Organen der SIWO gehören die Direktorin oder der Direktor, der Verwaltungsrat und der Fachbeirat.
Der Verwaltungsrat und der Fachbeirat haben sich bisher (Ende 2024) noch nicht konstituiert.

### Verwaltungsrat
Der Verwaltungsrat besteht aus fünf Mitgliedern. Zwei Mitglieder werden von der Senatsverwaltung für Stadtentwicklung, Bauen und Wohnen und ein Mitglied von der Senatsverwaltung für Finanzen benannt. Je ein Mitglied wird von den Beschäftigtenvertretungen der landeseigenen Wohnungsunternehmen und den Mietergremien der landeseigenen Wohnungsunternehmen benannt.
Der Verwaltungsrat überwacht die Geschäftsführung der Anstalt und berät deren Leitung insbesondere in allen Grundfragen der Aufgabenwahrnehmung der Anstalt.

### Fachbeirat
Die Anstalt beruft einen Fachbeirat, der sie bei den von ihr zu erfüllenden Aufgaben berät.

## Finanzen
Im Haushaltsplan 2024/2025 Einzelplan 12, Titel 1240 stehen der Anstalt 840.000 Euro für Sachausgaben zur Verfügung, die ausschließlich von der Senatsverwaltung für Stadtentwicklung, Bauen und Wohnen zur Verfügung zu stellen sind. Hinzu kommen bei Besetzung aller 7 Soll-Stellen nach dem Haushaltsgesetz für 2024/2025 Personalkosten in Höhe von ca. 1.488.850 Euro. Diese setzen sich zusammen aus 1 Stelle mittlerer Dienst (E9b, Jahresbrutto 60.837 Euro), 1 Stelle gehobener Dienst (E12, Jahresbrutto 78.029 Euro), 6 Stellen des höheren Dienstes (2 × E13, Jahresbrutto 149.698 Euro, 3 × E14, Jahresbrutto 245.286 Euro) und eine Direktorenstelle, (Jahresbrutto 115.000 Euro).
Damit stehen dieser Anstalt ca. 2,3 Mio. Euro zur Verfügung.

## Kritik
Der Rechnungshof von Berlin hatte in seinem Jahresbericht 2023 empfohlen, die Wohnraumversorgung aufzulösen, da sie ihre gesetzlichen Aufgaben nicht erfülle und dadurch Kosten in Höhe von ca. 1,8 Mio. Euro jährlich (inkl. Personalkosten) verursacht, die dem Haushalt fehlen.
Der Berliner Senat ignoriert diese Empfehlung und will mit einem neuen Gesetz, das dem Abgeordnetenhaus des Landes Berlin zur Beschlussfassung vorliegt, die bisher nicht erfüllten Aufgaben streichen und stattdessen den Namen in „Sicheres Wohnen - Beteiligung, Beratung, Prüfung - Anstalt öffentlichen Rechts“ ändern und die Anstalt als Mieterberatungsstelle ausrichten.